# مارينا تسفيتايفا
مارينا إيفانوفنا تسفيتايفا (بالروسية: Мари́на Ива́новна Цвета́ева)‏ (و.1892- م.1941) شاعرة روسية-سوفيتية تعتبر من أهم الشاعرات الروسيات اللواتي تركن بصمات ساطعة ومميزة في سفر الشعر الروسي، ولدت عام 1892م بموسكو في أسرة مثقفة مهتمة بالفنون. كان والد مارينا تسفيتايفا بروفيسورا في جامعة موسكو ومؤسس متحف الفنون الجميلة، أما والدتها «ماريا أليكساندروفنا ماين» من أصول بولندية-ألمانية فكانت عازفة بيانو درست على يد المؤلف الموسيقي وقائد الاوركسترا المعروف أنتون روبنشتاين.
زارت مارينا تسفيتايفا في فترة دراستها كلا من فرنسا وإيطاليا وألمانيا وسويسرا. وكانت قد تنبأت في أيام شبابها أنه «سيحين وقت أشعاري. شأنها شأن النبيذ النادر». لكن وقتها لم يحن الا بعد موتها
أولعت مارينا بالشعر منذ طفولتها وبدأت بالنشر في وقت مبكر حيث ظهرت مجموعتها الأولى (الكراسة المسائية) وهي لم تبلغ الثامنة عشرة بعد من عمرها، فلفتت أنظار كبار الشعراء واحتفت بها الأوساط الأدبية. ومن أبرز نتاجاتها «قصائد عن موسكو»، و«الأرق»، وكانت تتخذ من الشعر جسراً لتوصيل رسائلها الإبداعية محملة إياها ملامح عالمها الوجداني، كما في قصائدها لكبار شعراء عصرها مثل أخماتوفا - بلوك - ماياكوفسكي - باسترناك.
عاشت مارينا تسفيتايفا حياة مليئة بالتناقضات والمفاجآت التراجيدية حيث لم تستطع تقبل الثورة الروسية وصراعاتها، وكانت تسفيتايفا عبقرية تفيض موجات إعصارها حدود أية مدرسة فنية، إذ أنها نفسها أصبحت مدرسة كانت فيها أستاذة وطالبة. وغدت مارينا تسفيتايفا ضلعاً هاماً في الثالوث الأكبر للشعر الروسي في القرن العشرين المتكون من فلاديمير ماياكوفسكي وباسترناك وتسفيتايفا.

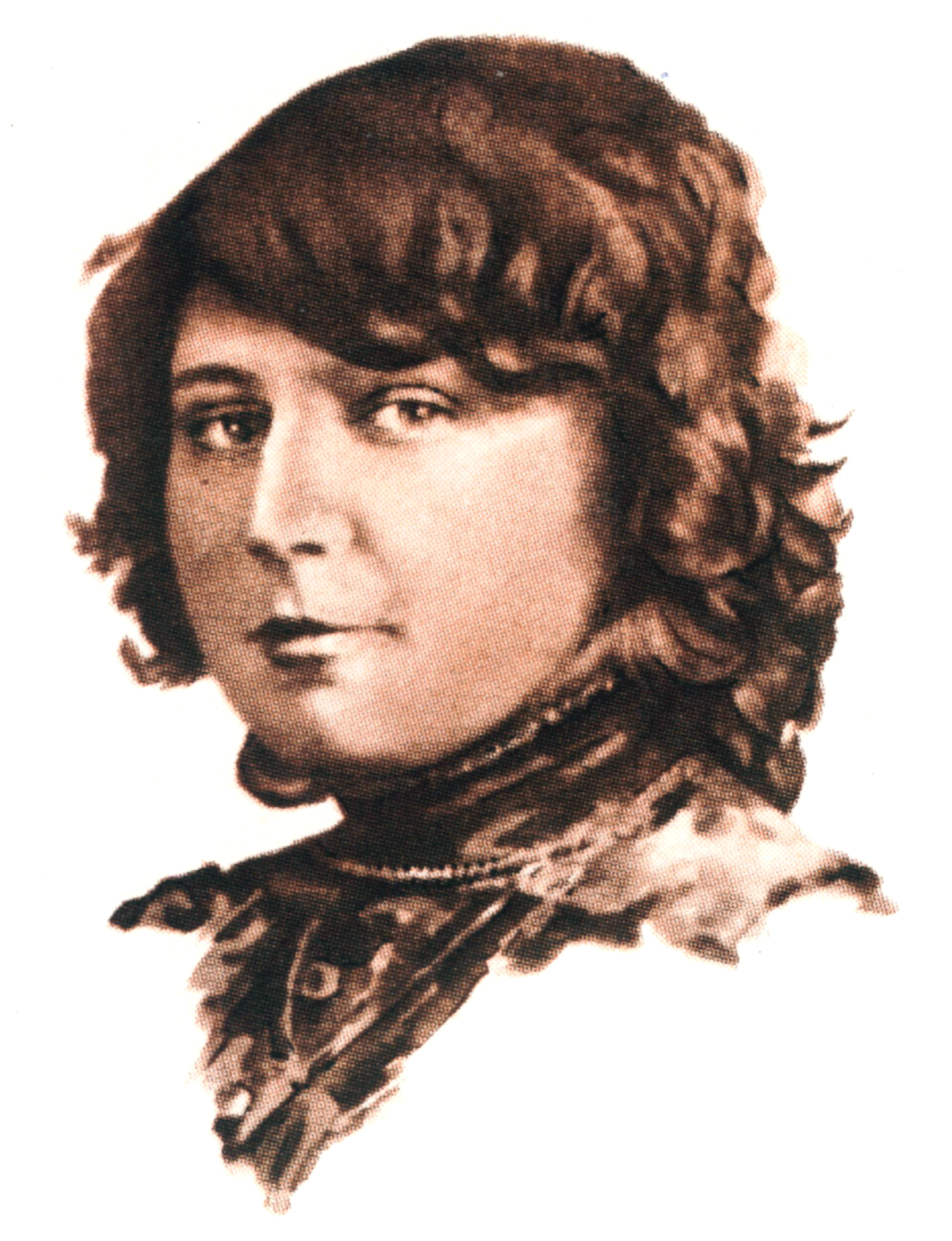
مارينا تسفيتايفا

لقد تغنت تسفيتايفا بما اعتبرته مآثر للحرس الأبيض في قصائدها ورافقت زوجها في المهجر. فهاجرت من روسيا عام 1922 لكنها عانت كثيرا في المهجر بعد أن اصطدمت بواقع المجتمع هناك وعلاقات المهاجرين فيما بينهم في تلك الظروف الاستثنائية القاسية. ولم تصبح صديقة لمؤلفي الموضة الادبية في المهجر، إذ انهم كانوا ينظرون إليها كأنها تفتقر إلى ما يكفي من الانتماء إلى البيض أو بالاحرى لم تتصف بالعداء الكافي للحمر (البلاشفة). وعايشت ضنك العيش. حتى أنها لم تكن تجد أحياناً ثوباً يمكن أن ترتديه لحضور أمسية شعرية. ثم عادت تسفيتايفا إلى روسيا لا لأنها كانت تعاني من ألم الغربة بل لان اليأس كان يسودها.
ركزت تسفيتايفا إلى جانب الوجدانيات على فن القصيدة، وبدت ميزاتها الخاصة في قصائد من مثل «الفتاة القيصرة»، و«على المهر الأحمر» وقصيدة «الجبل» وقصيدة «النهاية». ولتسفيتايفا مساهمات واسعة في مجال النثر وخاصة في ذكرياتها عن معاصريها، وفي الترجمة الشعرية حيث ترجمت العديد من القصائد لشعراء أوروبيين بمن فيهم لوركا، وكذلك في ترجمة العديد من قصائد الشعراء الروس إلى الفرنسية.
بعد عودتها إلى الوطن عايشت قسوة الإحساس بالاغتراب داخله، وفقدت الأصدقاء من الأدباء والشعراء في ظروف تراجيدية مؤلمة، ووصلت إلى حالة من التصدع النفسي أمام سوداوية الحياة وعجزها عن فعل أي شيء، وعاشت حياة المعاناة والعذاب حين اعتقلت المخابرات السوفيتية زوجها واختها وابنتها. ولم تنشر أشعارها. وأهداها باسترناك حبلا لتربط حقيبتها حين ودعها في محطة القطار الذاهب من موسكو إلى مدينة ييلابوغا (في تترستان) إبان الحرب مع الألمان. ولم يكن يتخيل أي دور سيلعبه ذاك الحبل.
حاولت مارينا تسفيتايفا أن تجد عملا لها كنادلة في مطعم الكتاب في تلك المدينة. لكن الكتّاب السوفيت لم يسمحوا لها بذلك مشككين بانها تعمل جاسوسة لصالح الألمان. فلم تتحمل مثل هذه الإهانة لمشاعرها وانتحرت عام 1941 بواسطة ذاك الحبل نفسه الذي اهداها باسترناك إياه. على أن قبرها في ييلابوغا غدا فيما بعد قبلة لعشاق الشعر الروسي الأصيل.

## العائلة والمسيرة المهنية
بدأت تسفيتايفا تقضي بعض الوقت بمنزل فولوشين في منتجع كوكتيبيل («المرتفع الأزرق») على البحر الأسود، الذي كان ملاذًا شهيرًا للكتاب والشعراء والفنانين. أصبحت متيّمة بأعمال ألكسندر بلوك وآنا أخماتوفا، رغم أنها لم تقابل بلوك أبدًا ولم تقابل أخماتوفا حتى الأربعينيات. كتبت اللاجئة فيكتوريا شويتزر، واصفةً مجتمع كوكتيبيل، «هنا كان يولد الإلهام». في كوكتيبيل، التقت  تسفيتايفا بسيرجي ياكوفليفيتش إيفرون، الذي كان طالبًا عسكريًا في أكاديمية الضباط في السابعة عشرة من عمره. كانت في التاسعة عشرة، وهو في الثامنة عشرة: عندما وقعا في الحب وتزوجا عام 1912، في نفس العام الذي افتُتِح فيه مشروع والدها، متحف ألكسندر الثالث للفنون الجميلة، في احتفال حضره القيصر نيقولا الثاني إمبراطور روسيا. كان حب تسفيتيفا لإيفرون قويًا. لكن هذا لم يمنع أن يكون لها علاقات غرامية، من بينها علاقة مع الشاعر أوسيب ماندلشتام، ذكرتها في مجموعة من القصائد تسمى مايل بوستس. في نفس الوقت تقريبًا، انخرطت في علاقة مع الشاعرة صوفيا بارنوك، التي كانت أكبر منها بـ 7 سنوات، وهي علاقة سببت حزنًا شديدًا لزوجها. وقعت المرأتان في حب عميق، وأثرت العلاقة بشكل كبير على كتابات كلتيهما. تناولت تسفيتايفا الطبيعة الغامضة والعاصفة لهذه العلاقة في ديوان من الشعر وفيه سمّت صوفيا في بعض الأحيان الصديقة الحميمة، وفي أوقات أخرى الخطأ. أمضت تسفيتيفا وزوجها الصيف في القرم حتى الثورة، وانجبا ابنتيّن: أريادنا، أو آليا (المولودة 1912) وإرينا (المولودة 1917).
في عام 1914، تطوع إيفرون للجبهة وبحلول عام 1917 كان ضابطًا متمركزًا في موسكو مع الكتيبة 56 احتياط. كانت تسفيتيفا شاهدة عن قرب على الثورة الروسية، التي رفضتها. في القطارات، اتصلت بالشعب الروسي العادي وصدمت من مزاج الغضب والعنف. وكتبت في مذكراتها: «في هواء المقصورة عُلقت فقط ثلاث كلمات تشبه الفأس: البرجوازية، الأرستقراطية البروسية، النبلاء». بعد ثورة 1917، انضم إيفرون إلى الجيش الأبيض، وعادت مارينا إلى موسكو على أمل أن تجتمع مع زوجها. علقت في موسكو مدة خمس سنوات، حيث كانت هناك مجاعة رهيبة.
كتبت ست مسرحيات في شكل قصائد شعرية وسردية. بين عامي 1917 و 1922 كتبت ديوان الشعر الملحمي ليبيديني ستان (معسكرات البجع) عن الحرب الأهلية، ممجدةً أولئك الذين قاتلوا ضد الشيوعيين. يبدأ الديوان الشعري في شكل يوميات أو مذكرات عن يوم تنازل القيصر نيقولا الثاني إمبراطور روسيا عن العرش في مارس 1917، وتنتهي في أواخر عام 1920، عندما هُزِم الجيش الأبيض المناهض للشيوعية في النهاية. تشير  كلمة البجع في العنوان إلى المتطوعين في الجيش الأبيض، حيث كان زوجها يقاتل بصفة ضابط. في عام 1922 نشرت قصة خيالية طويلة في شكل قصيدة مؤيدة للإمبريالية، تزار ديفيستا («القيصر البكر»)
سببت مجاعة موسكو ضررًا بليغًا لتسفيتيفا. فمع عدم وجود عائلة مباشرة تلجأ إليها، لم يكن لديها طريقة لإعالة نفسها أو بنتيها. في عام 1919، وضعت بنتيها في دار للأيتام، معتقدة خطأً أنهما ستحصلان على تغذية أفضل هناك. مرضت أليا، وأخرجتها تسفيتيفا، لكن إيرينا ماتت هناك جوعًا عام 1920. تسبب موت الطفلة في حزن وندم كبير لتسفيتيفا. كتبت في رسالة «عاقبني الله».
خلال هذه السنوات، حافظت تسفيتايفا على صداقة وثيقة وقوية مع الممثلة صوفيا إيفجينييفنا هوليداي، التي كتبت لها عددًا من المسرحيات. بعد سنوات عديدة، كتبت رواية «بوفست أو سونيشكه» حول علاقتها بهوليداي.

## قصائد لتسفيتايفا
بلا عنوان

ياسنابلَ القمح الروسي

تقبَّلي انحنائي

وأنتِ أيَّتُها الحقول

حيثُ تحجبُ المرأةُ عينَها عن الشمس

ياصديقي. عِندما ينهمرُ المطر

خَلفَ نافِذتي

تتكدسُ الآلامُ والأحزانُ في القلب

أنت في توَحُّدِ الأمطار والآلامِ

كما هو (هوميروس)

في إيقاعاتِ اليونانِ الشعرية (1)

أعطِني يدَكَ على مَدى ذاكَ العالم

فهُنا كِلتا يديََّ مشغولتان

- (1) المقصود التلازم بين الأمطار والآلام كالإيقاعات الشعرية التي اعتمدها هوميروس

الطبل

فوقَ المدنِ (الباغيمية)(1)

ماذا يُبربِرُ وقعُ الطبل

سقطت قطعةُ أرضٍ.. إثرَ القطعة

أُعطت

أُعطت

أُعطت

منطقةٌ لا مجدَ بها

منطقةٌ من دونِ عِراك

وجباهٌ تحتَ رمادٍ باهت

دوم.. دوم..

بوم.. بوم..

فوقَ المدنِ في (باغيمي)

أم أنَّ القرعَ

هو شيءٌ آخرُ غيرُ الطبل

فالأحجارُ توشوشُ

والجبالُ تشكو

وصدىً وسْطَ قلوبِ الناس

باتوا معتادينَ عليه

أرعدَ حِقدٌ

أينَ المنزلُ

فوقَ المدنِ الْماتَتْ؟

يعلنُ صوتُ الطبلِ غرابٌ

وغرابٌ.. وغراب

عشَّشَ في قلعةِ (غرادتشان)(2)

عبْرَ جليدِ نوافذَ لاحت مثلَ إطار

بوم.. بوم.. بوم..

غون.. غون.. غون(3)

- (1) اسم منطقة اشتهرت بانتاج الكريستال في تشيكيا
- (2) قلعة تاريخية بين هنغاريا وصربيا
- (3) اسقاط رمزي على قبائل ألمانية قديمة.

## روابط خارجية
- مارينا تسفيتايفا على موقع IMDb (الإنجليزية)
- مارينا تسفيتايفا على موقع الموسوعة البريطانية (الإنجليزية)
- مارينا تسفيتايفا على موقع ميوزك برينز (الإنجليزية)
- مارينا تسفيتايفا على موقع ديسكوغز (الإنجليزية)